# Rodolfo Namias
Rodolfo Namias (Modena, 17 marzo 1867 – Milano, 20 ottobre 1938) è stato un chimico, fotografo e saggista italiano.
Fu autore di oltre trenta libri tecnici tra cui il più noto è Enciclopedia Fotografica, un volume di oltre 1000 pagine che è stato tradotto in molte lingue.

## Biografia
Nacque a Modena il 17 marzo 1867 e si laureò in chimica. Cominciò la sua carriera nello stabilimento Acciaierie di Terni. Fu poi direttore del laboratorio chimico delle Acciaierie Milanesi. Vinse il concorso per una cattedra di chimica, ma non si dedicò all'insegnamento, preferendo darsi esclusivamente agli studi di chimica fotografica, studi che furono la passione della sua vita.
A Milano, nel 1894, iniziò la pubblicazione della rivista Progresso Fotografico che aveva fondato insieme a Mario Ganzini. Poco dopo istituì la Scuola Laboratorio di fotochimica e fotografia applicata.
Nel 1899, al secondo congresso fotografico italiano svoltosi a Firenze, fu il primo a presentare i metodi di inversione per dissoluzione dell'argento con ossidanti, alla base delle diapositive a colori e formulò con precisione l'uso del permanganato acido per la realizzazione di pellicole cinematografiche a colori, in seguito ampiamente sfruttato sia per la cinematografia amatoriale dilettantesca che in alcune fasi di processi industriali per la realizzazione di pellicole, come Agfachrome e Kodachrome.
Durante la prima guerra mondiale venne incaricato di organizzare esperimenti di tracciato fotografico sulle traiettorie di proiettili di grosso calibro. Fu inoltre fautore dell'educazione professionale dei feriti di guerra.
Numerosi altri furono gli studi in campo fotografico, che consentirono, per esempio, il recupero delle immagini della spedizione Andrè e contribuirono allo sviluppo del technicolor, sfruttando le sue ricerche sui metodi di fissazione dei colori con mordenti metallici. Altra invenzione fu la resinotipia, un sistema basato su un principio di trasformazione artistica dell'immagine fotografica.
Scrisse oltre trenta opere di carattere tecnico sulla fotografia. Oltre alla Enciclopedia Fotografica, tradotta in più lingue, fu autore per la parte fotografica e per la chimica metallurgica della Enciclopedia di Chimica Guareschi.
Fece parte di commissioni e giurie e fu attivo nei congressi internazionali di chimica e alle adunanze della società per il progresso della scienza. Morì a Milano la notte tra il 19 e il 20 ottobre 1938, dopo una lunga malattia.

## Opere
- Enciclopedia fotografica
- Chimica fotografica, volumi 1 e 2
- La fotografia in colori e l'autocromia
- Corso di fotografia pel fotoamatore moderno (con G.R.Namias)
- Il ritratto fotografico – L'arte e la tecnica nel ritratto
- Il paesaggio fotografico e l'arte nel paesaggio
- Il ritratto in casa e all'aperto (con O. Leoni)
- La tecnica e la pratica del ritratto a luce elettrica
- L'obiettivo fotografico (con A. Albert)
- Arte e fotografia - Ingrandimenti fotografici e loro ritocco  (con A. Albert)
- Sui principali prodotti chimici usati in fotografia e modo pratico di servirsene
- Il ritocco dei negativi
- La tecnica e la pratica della fotografia a luce lampo
- Ortocromatismo e filtri di luce
- Teoria e pratica della coloritura delle fotografie ed ingrandimenti e fotominiatura
- I processi agli inchiostri grassi, olio e bromolio
- La resinotipia – acquaforte fotografica
- Vademecum – Prontuario fotografico di istruzioni, ricette e tabelle
- La telefotografia, o fotografia a distanza
- I processi di illustrazione grafica, fotomeccanici, fototipografia, fotolitografia, fotocalcografia, rotocalcografia
- La fotocollografia
- La fotomicrofotografia (con Piergrossi)
- Le falsificazioni nelle scritture e valori, e loro ricerca coll'aiuto della fotografia
- La fabbricazione di timbri in caucciù
- La fotografia vetrificata su smalto, porcellana, vetro
- Lo sviluppo a luce chiara colla safranina ed altri desensibilizzatori d'effetto meraviglioso
- La tecnica e la pratica dei viraggi moderni
- I processi pigmentari di stampa fotografica : carbone, bromocarbone, gomma
- La fabbricazione degli specchi, Ediz. Hoepli
- I processi fotomeccanici, Ediz. Hoepli
- La chimica fotografica, Ediz. Hoepli
- Ferrotipia e succedanei
- Il chimico siderurgico, Ediz. Hoepli
- Le industrie chimiche e metallurgiche in pace e in guerra
- La fotografia in rilievo – la galvanoplastica, galvanostegia; coloritura chimica dei metalli e verniciatura
- L'obiettivo anacromatico od obiettivo d'artista
- Enciclopedia chimica Guareschi, voce Chimica fotografica